# Кримплен
Кримплен — тканина з синтетичного волокна, яка легко переться і не мнеться. Використовується для шиття верхнього одягу. Також кримпленом називають поліефірні синтетичні нитки і полотна, створені на їх основі. Назва походить від назви долини Кримпл, в якій розташовувалася лабораторія компанії ICI, в якій він був розроблений.
Батьківщиною кримплену вважається Велика Британія, саме там був запатентований цей вид тканини в 1946 році.

## Виготовлення
Синтетичні нитки для кримплену розробляють з текстурованого поліестеру, зазвичай лавсану. Метод хибної крутки і повторна термообробка надають ниткам об'ємність і м'якість, створюючи ефект вовни. Сам матеріал, завдяки високій хімічній стабільності, володіє сприятливими гігієнічними і фізичними властивостями, зокрема не виділяє шкідливих речовин, забезпечує теплозахист і повітропроникність.

## Використання
В СРСР у 1949 році був створений аналог кримплену під назвою лавсан; спочатку використовувався тільки в оборонній промисловості.
Пік популярності кримплену в СРСР припав на середину 1970-х років. Пізніше він поступився сумішовим тканинам, які за характеристиками ближче до натуральних тканин.
Крім верхнього одягу, кримплен знаходить застосування при виготовленні купальних костюмів. Отримані вироби мають високу еластичність і не сковують рухи. Недоліками матеріалу є висока водопроникність і тривалий час висихання.